# Fregata minor
La fregata maggiore (Fregata minor (J.F.Gmelin, 1789)) è un uccello marino della famiglia dei Fregatidi.

## Descrizione

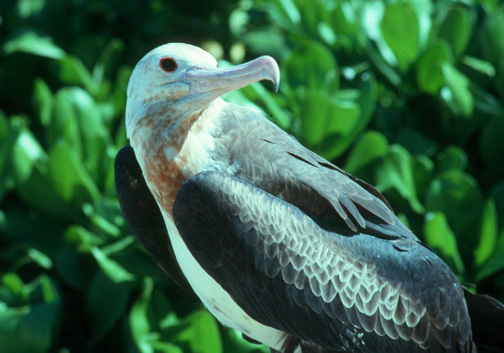
giovane

La fregata maggiore è lunga 85–105 cm, ha un'apertura alare di 205–230 cm, e pesa 1000-1800 g. La femmina è un po' più grande del maschio, ma le variazioni delle dimensioni cambiano geograficamente.  Il piumaggio è quasi interamente nero nei maschi fatta eccezione per le piume scapolari che sono iridescenti e riflettono il sole con colori verdi o violetti. Le femmine hanno la livrea simile ma posseggono una macchia bianca che va dal collo al petto e un cerchio rosso attorno agli occhi. I maschi hanno una sacca gulare rossa che sbiadisce nel periodo non riproduttivo. I giovani sono neri con testa, gola e petto color bianco-ruggine.

## Biologia
Questa specie trascorre giorni e notti in volo solitario sopra l'oceano raggiungendo anche grandi altezze. Durante il periodo riproduttivo invece diventano uccelli coloniali e dividono i luoghi di nidificazione con altre specie. Sono pressoché incapaci di nuotare e di camminare. Vivono al massimo 37 anni con una media stimata tra i 25 e i 30 anni.

### Alimentazione
Si cibano prevalentemente di pesci (pesci volanti in primo luogo), meduse, calamari e talvolta di scarti e rifiuti. Quando cacciano, rastrellano la superficie del mare e catturano le prede col becco, evitando di bagnarsi. Spesso approfittano della caccia dei tonni o dei delfini che portano le prede vicine alla superficie. Possono anche procurarsi il cibo tormentando opportunisticamente altri uccelli o predando uova e pulcini altrui. Infine praticano il cleptoparassitismo, inseguendo senza sosta altre specie più piccole, come sule e sterne, finché queste si vedono costrette a rigurgitare il cibo, che le fregate poi afferrano al volo.

### Riproduzione

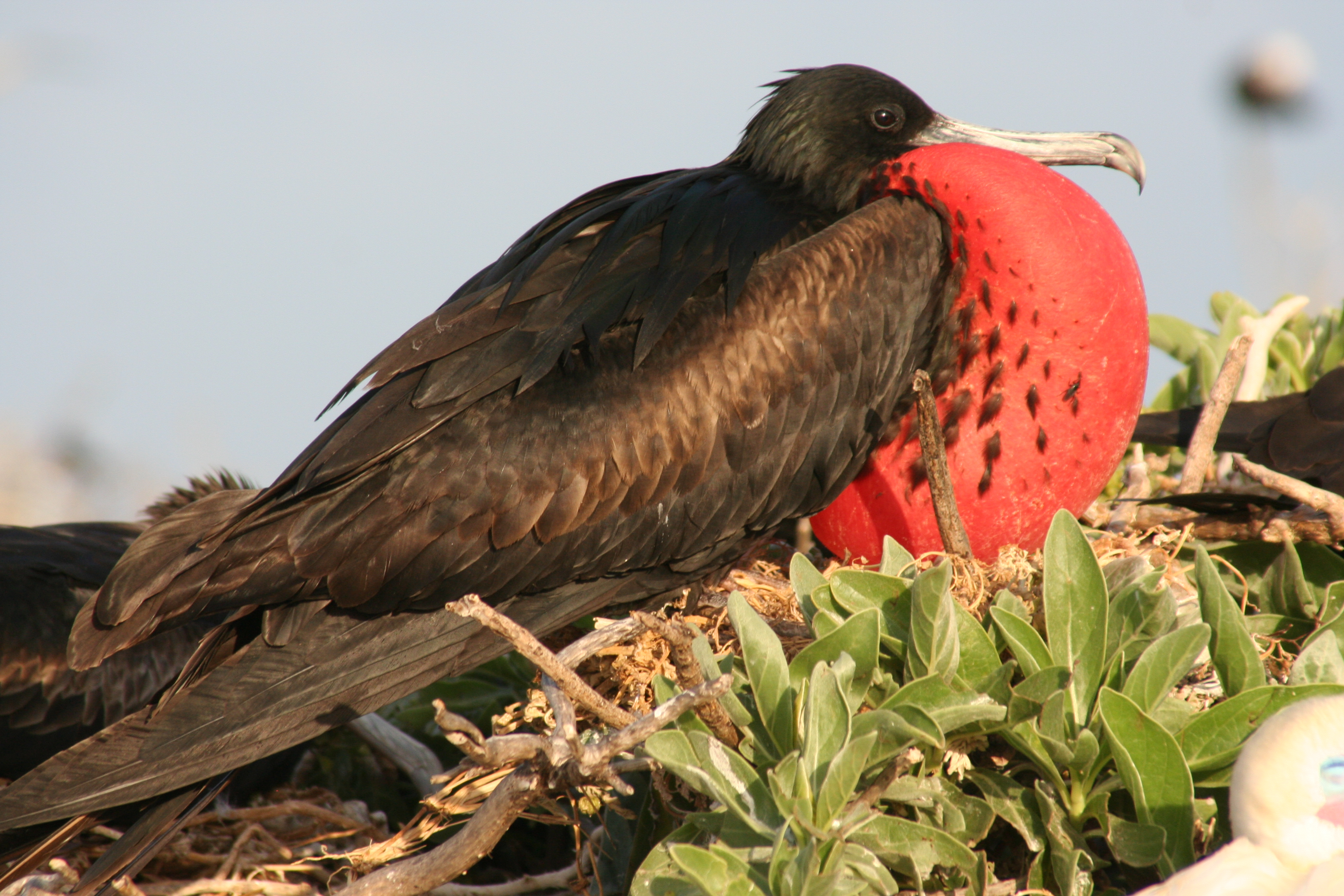
Maschio

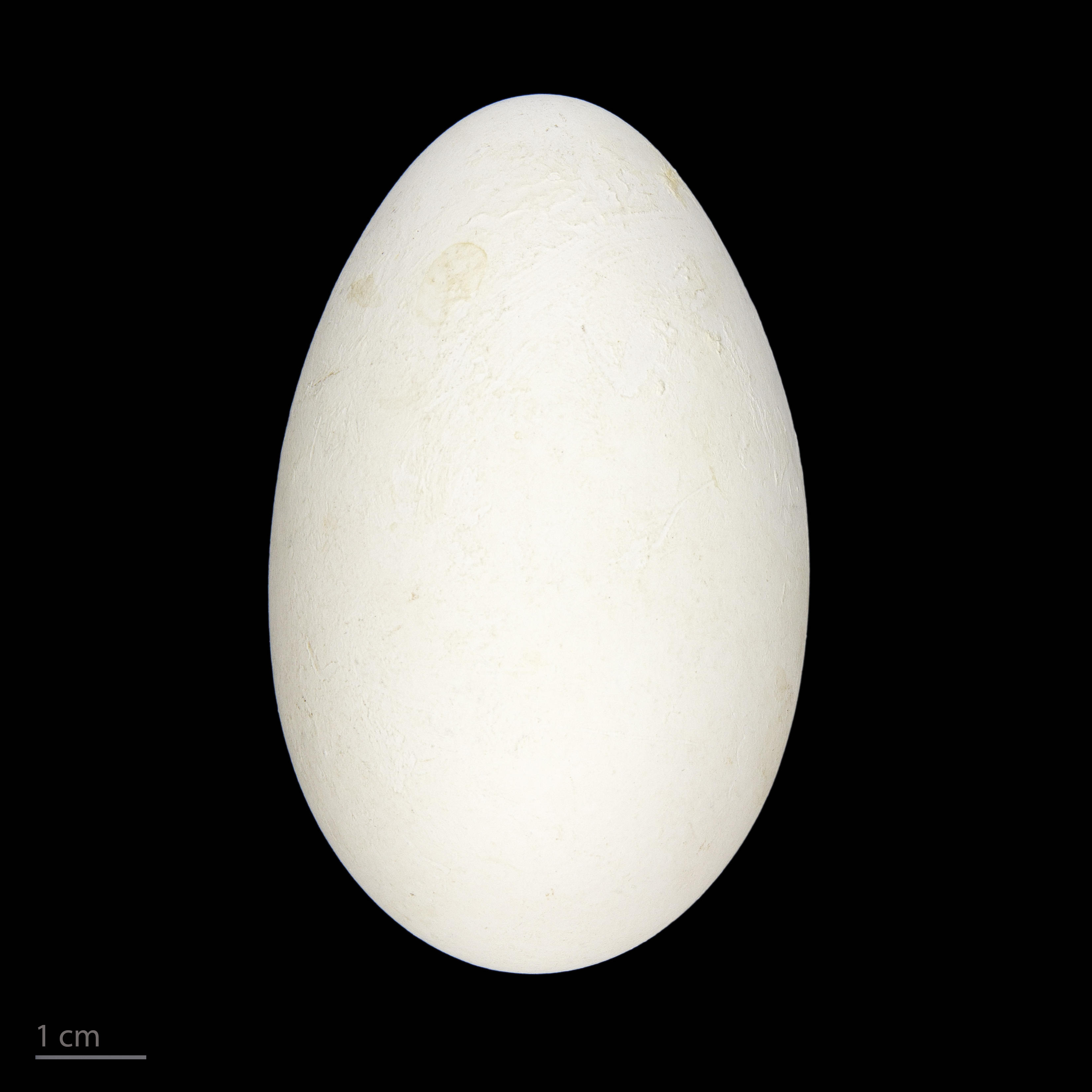
Fregata minor

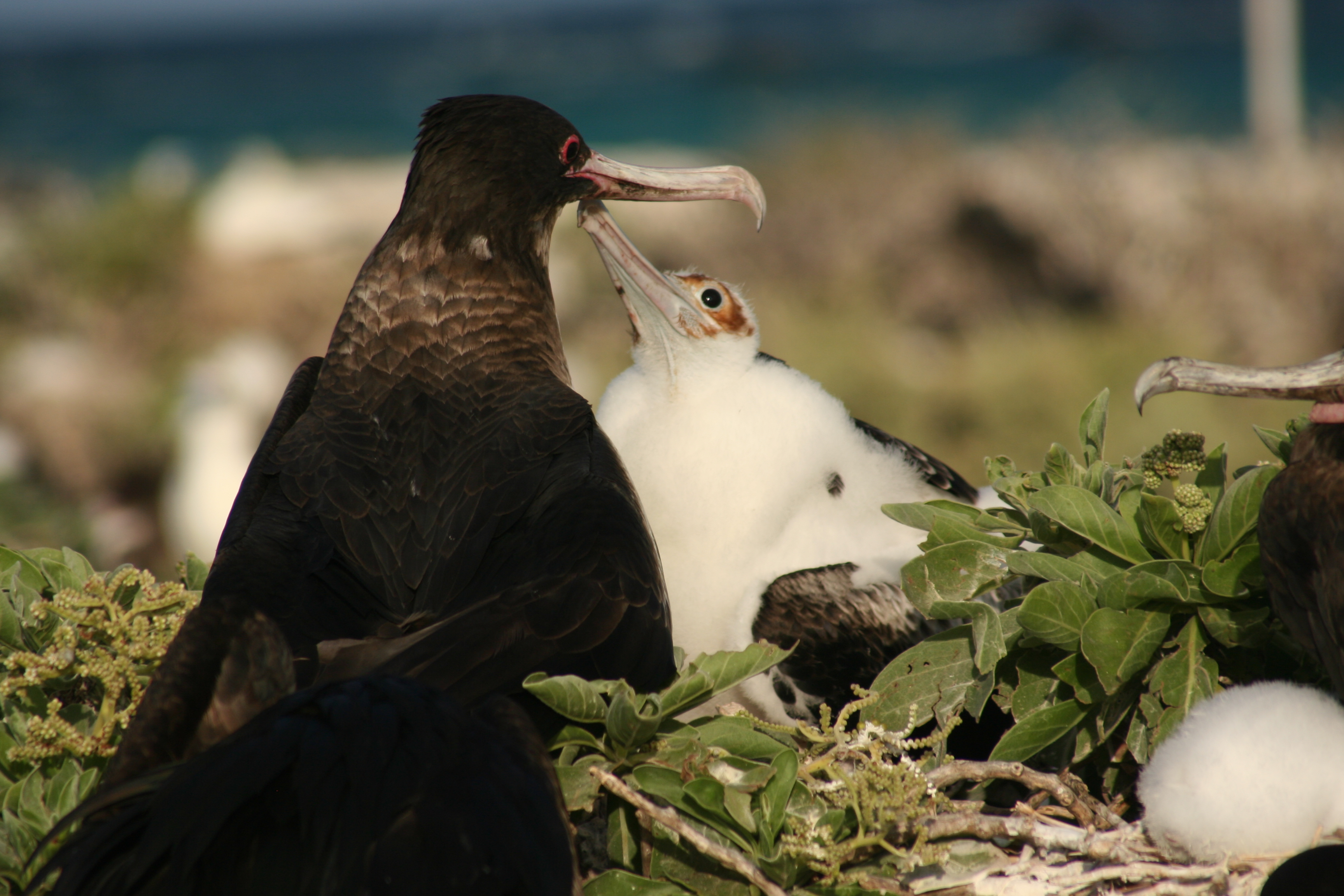
Pulcino che elemosina il cibo

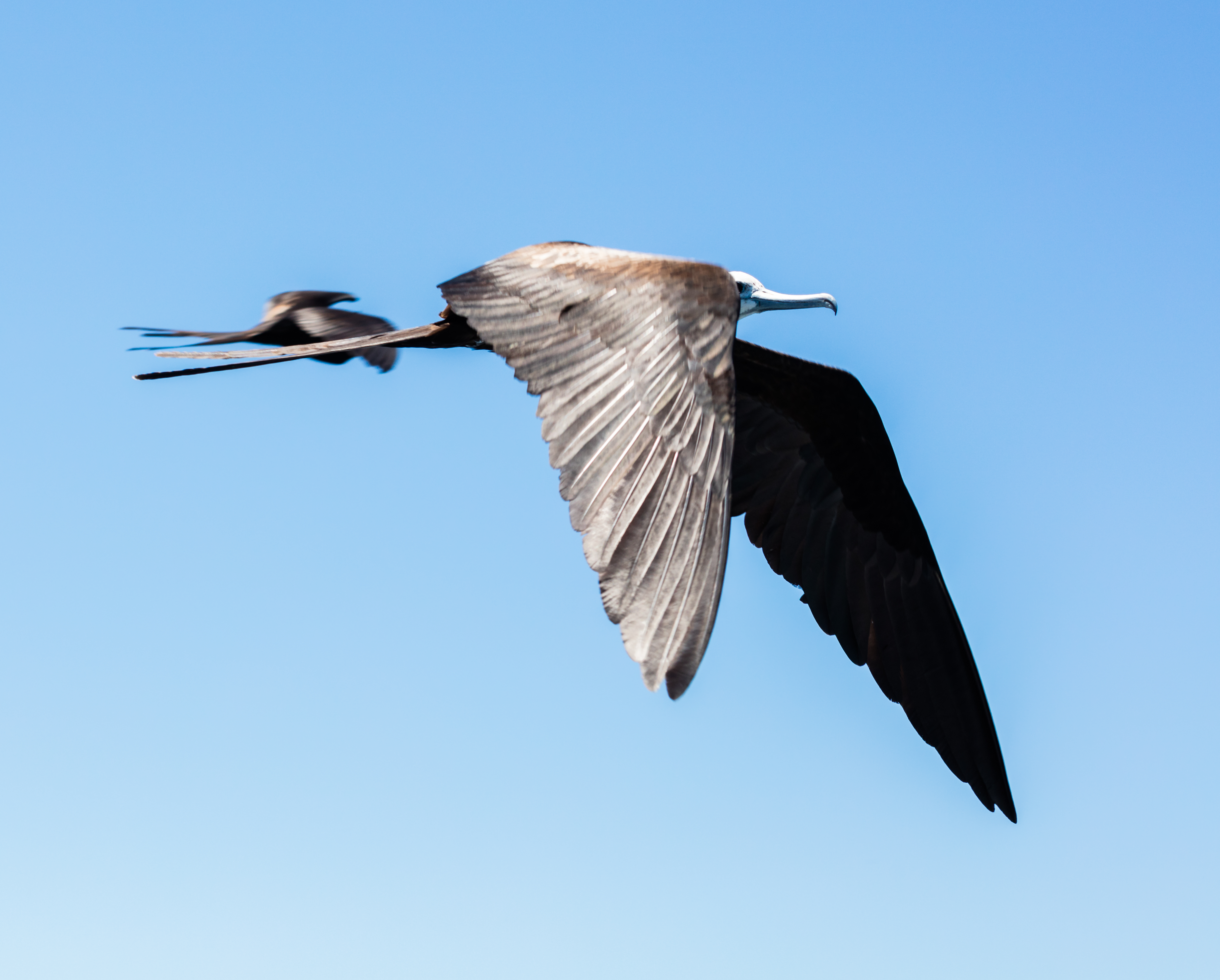
In volo

Durante il corteggiamento i maschi gonfiano e ostentano la sacca gulare rossa e quando la femmina vola sopra di loro, essi agitano le ali ed emettono il loro richiamo, facendo vibrare la sacca come un tamburo. Dopo che la femmina sceglie il suo compagno, si formerà una coppia monogama per una stagione riprodutiva (si riproducono una volta ogni due anni). Il nido viene costruito tra i cespugli o sugli alberi, o anche sul terreno in mancanza di vegetazione. Ogni femmina depone un solo uovo bianco, che viene covato per circa 55 giorni da entrambi i genitori. I piccoli impiumano dopo 4-6 mesi, ma i genitori continueranno a prendersi cura di loro per un periodo di 150-428 giorni. Questo è il periodo di cura parentale post-impiumatura più lungo tra gli uccelli.

## Distribuzione e habitat

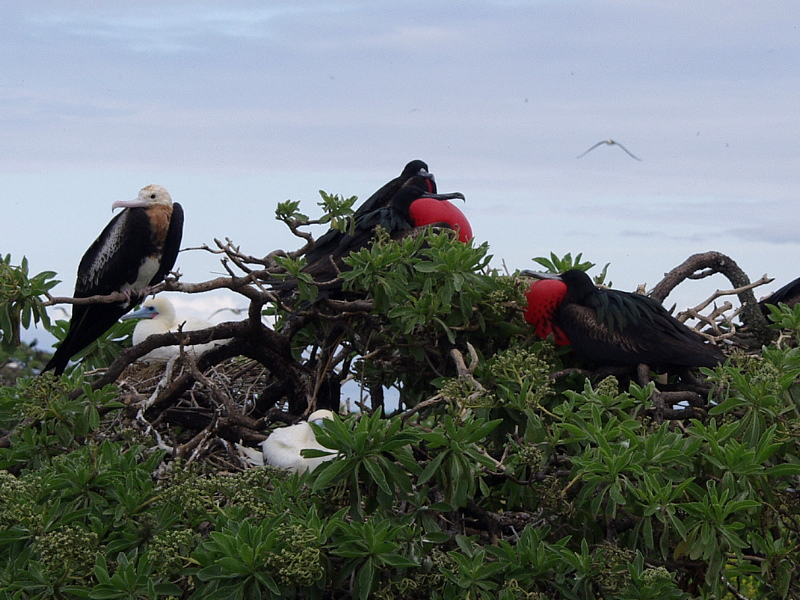
In una colonia

Questo uccello ha un vasto areale che comprende gran parte delle isole dell'Oceano Pacifico e dell'Oceano Indiano. Sulle Hawaii nidificano circa 10000 coppie. Nel Pacifico centrale e meridionale si trovano colonie dall'Isola di Wake alle Isole Galapagos alla Nuova Caledonia e ad alcuni atolli nel Mar dei Coralli. Nell'Indiano sono altrettanto numerosi, presenti nelle Mauritius, su Aldabra, Christmas Island e sulle Cocos. Esiste anche una piccola popolazione nell'Oceano Atlantico occidentale (isole brasiliane). Le fregate maggiori intraprendono regolari migrazioni: individui inanellati su Tern Island (French Frigate Shoals, Hawaii) hanno viaggiato fino all'Atollo Johnston percorrendo 873 km, altri fino a Quezon nelle Filippine. Nonostante l'ampiezza degli spostamenti le fregate sono legate al luogo di nascita (filopatria) e vi tornano sempre per nidificare.

## Sistematica
Il termine scientifico minor si deve al naturalista tedesco Johann Friedrich Gmelin che aveva scambiato la specie per un piccolo pellicano, chiamandola Pelecanus minor. Successivamente il termine è rimasto ma differisce dal nome comune.
Fregata minor ha cinque sottospecie:
- F. minor minor (J.F.Gmelin, 1789), diffusa nell'oceano Indiano orientale e in Australia
- F. minor aldabrensis (Mathews, 1914), oceano Indiano occidentale
- F. minor palmerstoni (J.F.Gmelin, 1789), oceano Pacifico centrale e occidentale
- F. minor ridgwayi (Mathews, 1914), oceano Pacifico orientale
- F. minor nicolli (Mathews, 1914), oceano Atlantico occidentale

## Bandiera e simbolo
La Fregata minor è rappresentata sulla Bandiera delle Kiribati (1979) e sullo stemma delle isole Gilbert dal 1932.